# 11eyes -罪與罰與贖的少女-
《11eyes -罪與罰與贖的少女-》（日语：11eyes -罪と罰と贖いの少女-），是Lass於2008年4月25日發售的戀愛冒險類型成人遊戲，2011年4月15日發售續作。2009年4月2日5pb.推出Xbox 360版《11eyes CrossOver》。2010年1月28日推出PSP版，同日光譜資訊代理PC中文版發售，標題為《11eyes CrossOver 交錯的視線》。2010年12月2日5pb.推出iOS版《11eyes CrossOver》。全12集電視動畫於2009年10月至12月播放。

## 系統
遊戲在同一時間內，用不同角色來描述故事（也就是使用新系統「多重視角模式(cross vision)」），讓玩家對故事有更深入的了解。Lass剛開始製作時，只使用單一主角的視角編寫，之後逐一增加，造成本作品主角的視角設定呈現。世界觀一部份的設定，是承接Lass的前一個作品《3days 〜満ちてゆく刻の彼方で〜》。

## 劇情簡介

### 正傳「罪與罰與贖罪的少女(罪と罰と贖いの少女)」
「那アイ（眼/愛）會改變命運」
失去姐姐而過著懶散生活的男主角・皐月驅和他的青梅竹馬水奈瀬由佳，突然一同被捲入一個染紅的世界。然而，與另外4位來自相同世界少年少女一同被捲入到這個事件中，並且以打倒黑騎士們為目的。為了生存下去，並結束「赤之夜」，他們與黑騎士們的戰鬥也就此開始。

### CrossOver追加平行外傳「虛空鏡界(虛ろなる鏡界)」
「這是新世界的魔術（Real）」。
Xbox 360版追加的新系列，正外傳兩個故事開始於同一劇情時間點，男主角天見修隱藏他是位現代科學和魔術融合的「現代魔術師」的身份，並把距離他周圍的時間、地點由手機發出。同時街上也謠傳著「只要一看見分身（雙重存在）後、之後就會行蹤不明」。修以他身為現代魔法師的直覺察覺到這令人不安的跡象，就開始調查這起祕密失蹤案件。但是他們在解決「雙重存在」的問題並接連擊敗最後的主謀時，卻使那能夠對抗奈落隕落的力量「人工翠玉碑」徹底消失，於是百野刊在此之後開始正式插手正傳的赤夜（幻燈結界）事件（虛空鏡界篇自此結束，此時正傳劇情尚未完結）。

### 後傳「- Resona Forma -」
本作囊括Before·If·After三個故事，補完本篇中未能詳細描述的過去與未來。

#### before
在原作『11eyes -罪と罰と贖いの少女-』中登場，阻擋在主角面前的不死魔女“リーゼロッテ·ヴェルクマイスター”。本作將要描述這位魔女在過去與『禁書目録聖省』的6位使徒展開壯烈死戰之時的故事。

#### if
她唯一心愛的男人，是與她在約550前並肩作戰的ドラスベニア國王，維拉德(ヴェラード)。維拉德使用擁有看見未來力量的魔具『劫之眼 (アイオンの眼)』，讓時間追溯到莉婕羅堤尚未成為魔女，走向殘酷命運之前的時代，為了阻止純潔少女 "莉婕羅堤·威爾克麥斯達＂(リゼット·ヴェルトール)成為魔女而奔赴戰場的故事。

#### after
原作『11eyes -罪と罰と贖いの少女-』1年後的世界。由於魔女·リーゼロッテ而被迫面對嚴苛戰鬥的主角們，踏上了拯救世界的旅途，在這個過程中，主角與同伴們產生無法磨滅的羈絆。草壁美鈴、橘菊理等三年級生，從虹陵館學園畢業。驅等人則升級，各自歡樂的過著和平的學園生活。在平淡的日常生活中，他們面臨了新的煩惱。

## 登場人物
※ PC版聲優 / Xbox360、PSP、iOS、TV版聲優，若用「 // 」代替「 / 」則表明實際配音演員為同一人。

### 被捲入赤之夜的少年少女們
突然間，少年少女們被捲入神秘現象「赤之夜」由佳的世界（總共有7個平行世界），同時，闇精靈黑騎士降臨於大地，為了生存，他們必須打倒黑騎士們。全員都有特殊能力(由佳和驅在中途覺醒)，他們共同的目標是「為了朋友與明天而戰鬥！」6個人體內都有虛無的碎片(驅擁有的劫之眼是和虛無的碎片性質相近，同屬翠玉碑的碎片)，能力的源頭。
皐月 驅（聲：中本伸輔 // 小野大輔）
生日：7月18日，身高：179cm，體重：63kg。
本作的主人公，紅陵館學園2年A組。
因為虹膜異色症，所以右眼生來就看不見東西。與姐姐『皋月菊理』一起在兒童養護設施長大。
特殊能力是劫之眼(右眼)，發動時會回復視力，能預知對方動作或重現他人的招式，有時更擁有「令不可能變成可能」的能力，因此連驅本人亦很愕然。
與青梅竹馬『水奈瀬由佳』是在設施時代開始時就走在一起的好朋友。
自從7年前姐姐菊理神秘自殺以後，因此深受打擊而變得毫無鬥志，過著行尸走肉的生活。
儘管因為由佳一直為他打氣，現在回覆了平常人的生活，然而其實只是過著毫無將來與希望可言的、倦怠的每一天。
看見了在『赤之夜』中戰鬥的少女們的身影后，他拾回自己應該去守護什麼的鬥志……
「如果完全的世界是不存在的話，無論做什麼也是無濟於事的吧——」
水奈瀬 由佳（聲：安玖深音 // 後藤麻衣）
生日：6月21日，身高：154cm，體重：46kg，三圍：B94/W59/H89。
驅的青梅竹馬，有病嬌傾向，紅陵館學園2年A組。自小父母雙亡，與驅一同生長在養護設施中，後來被水奈瀬家收養。
只要在驅的身邊就會感到高興，儘管希望竭盡全力地完成他所希望的事情，然而驅本人並沒有正視她的這份心意。對驅的佔有慾極為強烈，非常害怕驅終有一天會離開她身邊。
因為體貼而大方的性格，總是被人看作是小女孩。
目標是胸部與屁股都能發育得很好。總是對因為童顏、長不高、口舌不清而被周圍的人當作笨蛋感到非常煩惱。
表面上，她具有將特殊能力無效化的「榮光之手」。
突然被捲進這異常殘酷的命運的由佳，最終會與心愛的驅打開怎麼樣的命運之門呢？她會得到永遠的愛嗎，還是……？
「如果這個世界上，只剩下我與驅君兩人的話……」
草壁 美鈴（聲：はるか // 淺川悠）
生日：9月23日，身高：169cm，體重：50kg，三圍：B83/W56/H81。
大驅一屆的前輩，紅陵館學園3年A組。
繼承陰陽道名家『草壁流』的血脈的地道的陰陽師。
由小時候就開始進行陰陽師地獄式的嚴格修煉，會運用各種各樣的術，以及草壁家相傳的退魔之妖刀五件、俗稱『草壁五寶』攻擊敵人。
在被捲進了有異形敵人出現的「赤之夜」的同伴之中，發揮出領導才能的她，常常站在同伴的前面戰鬥。
不管是作為術者還是劍士，這都是為了引以自豪的堅定的生存信念。
但是，因為這個信念，有時也讓她過於正經而不講人情。該去熟悉世俗事物的時候卻將心機都放在了陰陽道上，因此也有不懂人情世故的一面。與表面相反，她也有少女趣味的一面，喜歡純真的少女漫畫。
面對突如其來的命運，她能否憑藉她們的力量得到她所希望的世界呢？這雙猛烈揮舞著的小手，能否抓住完美的勝利呢，還是說……
「我所需要的是力量，還有粉碎敵人的鋼鐵的意志。」
橘 菊理（聲：松田理沙 // 力丸乃梨子）
生日：9月8日，身高：159cm，體重：48kg，三圍：B91/W58/H88。
高驅他們一年級的前輩，紅陵館學園3年B組。住在綾女ヶ丘市的小說家橘大輔的養女。
因為說不出話，平時都是通過素描本的筆談來溝通。因為喪失了13歲之前的記憶，所以沒人知道她不能說話的原因。
儘管背負這兩樣痛苦，但她的性格仍然溫厚而平易近人。因為老實大方而且有包容力，在共同行動的同伴中，是大姐姐般的存在。
她的特殊能力是操縱能將自己的靈魂具體化的、名為阿布拉庫薩斯（アブラクサス）的守護天使。利用手腕上釋放出來的鎖來自由自在的驅使它戰鬥。
而且阿布拉庫薩斯還具備治療傷痛的能力，所以她也擔當著治療受傷同伴的角色。
長相與驅的姊姊完全相同。
「…這肯定就是我與生俱來的罪。」
広原 雪子（聲：みる // 壹智村小真）
生日：3月21日，身高：153cm，體重：40kg，三圍：B73/W52/H76。
在驅打工的咖啡館『ツィベリアダ』打工的新人，雙重人格的少女。
驅與由佳的後輩，紅陵館學園1年C組。樂觀而不服輸的女生，在以自己擔任部長的『考現學部』為中心活動。
從其姓氏可以知道她是広原一族的其中一人。她非常憧憬広原一族的月子（前作3Days的女角色），為成為她那樣的人而奮鬥著。
儘管外表明快，其實她是成長於ドラスベニア聯邦這樣一個戰亂紛爭的地帶，背負著非常悲慘的過去，而她肉體自動再生的能力，被人視為噁心。
小時候雙親被人殺害。因為「怎麼殺也殺不死」被投入軍隊，鍛鍊出一副充滿殺性的人格。現在她憑藉月子附帶深度催眠術的眼鏡，將自己那殺人如螻蟻的人格掩藏起來。
當大家得知雪子罪孽深重的過去之后，都表現出一副憐憫和同情的樣子而不敢正視她（除了驅等六人），這讓她感到非常悔恨。
紅月，還有黑騎士，這突如其來的不可思議的現實，在她的眼中究竟是怎樣一副樣子呢？
作為人類看見這個地獄之後，與同伴們的相遇將會讓她的心得到真真正正的「拯救」嗎？
在動畫第10話中，隻身一人挑戰黑騎士，最後被superbia取出碎片而消失。
「客人？要是太調皮的話，我會讓您哭笑不得的喔」
田島 賢久（聲：安達魯西亞 // 森久保祥太郎）
生日：2月15日，身高：185cm，體重：71kg。
在綾女ヶ丘的街道中遊蕩的不良少年，虹陵館學園2年F組。曾經留級過，實際年齡為20歲。
本來獨來獨往的賢久，因為「赤之夜」中的戰鬥而開始與驅他們一起行動。
不吸煙的時候總感到嘴裡空虛，所以很多時候會吃著什麼。在綾女ヶ丘市中被認為是屈指可數的大胃王。
使著運用念力就能縱火的超能力。除了能瞬間遠距離攻擊外，還能放出火球並讓其爆炸。
外表上說話直白不委婉的他，其內心也擁有著別人不瞭解到純真的一面。
最后因為無法克制碎片裡潛藏的殺戮本性，要求雪子殺了他。
「你這混蛋就別再那無病呻吟了，處男。想幹什麼就直接去幹，這不就好了？」

### 黑騎士
因「赤之夜」 出現的闇精靈且有著高度的敵意，每個闇精靈有不同的理智，不僅僅擁有人類的情感，且有著強大的力量。驅他們以「虛無の碎片」來稱呼他們，是取決於他們摧毀的目的　他們的名稱是源於拉丁文中「七大原罪」，其中的「色欲(リーゼロッテ)」是所有碎片的源頭，所以並無「色欲」的黑騎士。
avaritia（聲：見雷榮豪/上田燿司）
七原罪中的「貪婪」，黑騎士中的領導人
在動畫最終話中，犧牲自己與莉婕羅堤一起被封印。
其身分為禁書目録聖省，十四聖之一的 虹 喬治（虹のゲオルギウス）
acedia（聲：魚周燒/成家義哉）
七原罪中的「怠惰」，擅長西洋魔術
其身分為使徒 書架 聖本篤（書架のベネディクトゥス ）和 書架 聖思嘉（書架のスコラスティカ）
invidia（聲：松田理沙/力丸乃梨子）
七原罪中的「嫉妒」，就像是頭上長出了翅膀，有著妖艷的美女姿態，使用像鞭子的「蛇劍」，擅長於中距離作戰。
其身分為使徒 龍骸 艾琳（龍骸のイレーネ）
superbia（聲：海原エレナ/冰青）
七原罪中的「傲慢」，精通陰陽術
其身分為草壁流中號稱最強的人 草壁操
ira（聲：マーガリン天狗/藤原祐規）
七原罪中的「憤怒」，外貌接近人類，擅長於近身格鬥
其身分為使徒 聖骨 塞巴斯蒂安（聖骨のセバスティアヌス）
gula（聲：黑岩圭亮/丹澤晃之）
七原罪中的「暴食」，擁有使用巨大戰槌的怪力
其身分為使徒 戰槌 三星（戦槌のサムソン）

### 虛空鏡界
天見 修（聲：無）
虛空鏡界的主人公，是現代魔術師創始人天見莞爾的孫子。
用頭戴式耳機，搭配手機及隱型眼鏡來使用魔術，將天見莞爾造出的現代魔術然後經過自己的改良。擅長使用干涉物理法則之類的魔術。
一方面隱藏自己現代魔術師的身分，進入虹綾館學園就讀2年A組。
與匡及香央里是好朋友，雖然因為自己是現代魔術師而討厭麻煩，不與其他人來往，但是對遇到困難的人卻也無法放著不管。
之後遇到了轉學生，禁書目錄聖省的使徒－百野刊。
接著又被捲入了「雙重存在（Doppelgänger）」事件之中，然後對此事件展開調查。
「我對祖父向誰傳授現代魔術沒有興趣!」
百野 栞（聲：井村屋ほのか//萩原惠美子）
生日：10月21日，身高：143cm，體重：35kg，三圍：B67/W50/H70。
轉校來到修與驅的班級，從義大利回來的歸國子女。個字小，外貌像是人偶一樣的端正。平時面無表情。
似乎極端討厭與人說話，對想跟她說話的同學總是一副不理不睬的樣子。
但是，對驅似乎有一種親切的感覺，自己不時會被驅的聲音吸引過去（暗中觀察驅）。
說話時只會說最低限度的字數，其簡明扼要的言語構成猶如沒有刀鞘的短刀一樣，其尖銳也能傷害到別人。
因為很喜歡書，一轉校就拜託修讓他成為圖書館委員。
其真實身分是禁書目錄聖省的使徒－書架 烏爾蘇拉。
為了調查監察綾女丘的前任禁書目錄聖省的使徒因為看到了自己的「雙重存在（Doppelgänger）」而消失，所以轉學到虹校，但又發現存在於綾女丘的"赤夜"。
在最後，為了發揮全部的力量，經由修的生氣與魔術來解除萬魔圖書館的封印，而在赤夜戰鬥。
「我對你們這些人沒有興趣。」
紅野 澪（聲：無/加藤英美里）
紅綾館學園2年A組。
同樣是身為現代魔術師，從他父親－創始人天見莞爾的弟子繼承知識。
是個努力型的特優生，懷著正義一方的心情，為別人打抱不平，因此這樣的她成為了班長。
由於這樣的個性，因此沒什麼朋友，是汐音拯救了她，視汐音為自己般的看待。
因為不服輸的個性，所以跟天見莞爾的孫子－天見修產生強烈對抗意識，當知道修拒絕了汐音的告白之後，對修更是不滿。
當百野刊轉學的前一天，跟百野刊交戰之後戰敗，又被天見修所救，對此感到耿耿於懷。
「我。紅野澪，不可以輸給區區的禁書目錄聖省。」
吾妻 汐音（聲：無/中原麻衣）
紅綾館學園2年A組。
從入學開始就對修抱有愛慕之意，不過因為個性畏縮，已經過了一年都還沒把自己的感情表達出去。
平時無聊的時候會隨意撥動自己的捲髮，雖然是無意間，不過在修等人看起來相當可愛。
雖然看似有點笨拙，不過其實非常為周遭的人著想，都把別人放在第一的位置上做考量，是個非常溫柔的女孩子，而個性也相當的堅強。
喜歡看少女漫畫的她，雖然不太懂艱深的書籍，不過修所推薦的書，也會很努力的把他看完。
之後因為「雙重存在（Doppelgänger）」而被抓走。
與紅野澪是非常要好的朋友。
「果然，天見同學很溫柔呢....」
黒芝 香苗（聲：無/田中理惠）
紅綾館學園2年F組。
有著圖書館魔女的稱號，愛書狂的她被謎團圍繞。
有人傳聞他是圖書館的化身，並且住在圖書館，處處讓人感到神秘。
其實她的真實身分是魔術結社「圖勒（Thule）」的一員，本名黑羊齒鼎。
是修等人闖入的固有結界，以及「雙重存在（Doppelgänger）」的幕後操控人。
能夠輕而易舉的改變「人工翠玉碑」所供給的魔力，實力深不可測。
「有關紅綾館學園，而我不知道的事情，是不存在的哦?」
為了世界和平，企圖阻止昔日好朋友圖勒首領莉婕羅堤利用的赤夜(黑月)降臨儀式恢復魔力。
並張事實告知天見 修和百野 刊希望一起阻止(黑月)對抗莉婕羅堤……
同時企圖拉攏天見 修和百野 刊加入圖勒成為新成員。
奈月 香央里（聲：温森はるみ//水橋香織）
生日：1月11日，身高：159cm，體重：50kg，三圍：B85/W60/H86。
虹陵館學園2年A組、與驅和修是同班同學。超喜歡說話。超喜歡流行。超喜歡購物。學習不大在行，非常喜愛Arcanum∵Animus遊戲，並且有「新綾女莉絲」的稱號。
所謂的普通妙齡少女女學生。跟誰都能立刻好上，直到嘴巴累了的時候她才會停止說話。
在班上是麻煩製作者。特別跟同班男生照屋匡是漫才組合，每一天都要給予說黃色笑話的匡鐵拳制裁。
與驅跟修都是好朋友， 在不怎麼說話的驅轉校進來以後，為了讓無法融入班集體的驅早點解除顧慮，與匡一起幫助著驅。
在這之前有暗戀著修，不過一直不敢表達。
之後看到了自己的雙重存在而被捲入此事件。
「阿修不可能會做那些事吧?又不是匡!」
加拉提亞
無臉的白色提線傀儡。
被黑羊齒鼎創造出的他，為了完成黑羊齒鼎「人工翠玉碑」，並且獲得賞識而能夠成為真正的人類，不惜一切代價，綁架了將近快一萬人，來吸取他們的生氣提供給「翠玉碑」
創造出這個虛空鏡界的黑羊齒鼎，讓被囚禁在這結界所有的魔術迴路無效化，並只賜予加拉提亞擁有魔術迴路。
因此被困在這結界中的大部分人都無法還手，監察綾女丘的前任禁書目錄聖省的使徒－銀十字阿嘉莎，也死於加拉提亞的手下。
「...我可以...轉生成人嗎?」

### 其他人物
照屋 匡（聲：舞蹴応援 // 根本幸多）
生日：10月17日，身高：175cm，體重：60kg。
驅與修的好友兼同學，由於喜歡說黃色笑話，常因為這樣被青梅竹馬的香央里給制裁。
「什麼啊?不是處男就那麼跩啊!」
赤嶺 彩子（聲：AYAKO // 高橋智秋）
虹陵館學園的保健醫生。
不愛整潔，超喜歡黃色笑話。享樂主義者。
雖然是保健醫生，卻是個煙槍。職務意識薄弱，重情義。總是與朋友一起吸煙，經常偷懶。
學園內傳聞她是處男殺手，貌似已經有幾個人慘遭她的毒手升級為大人。
擁有單憑氣味就能知道對方是處男處女的特殊能力（沒有任何意義），若順利的話連別人的性癖也能知道的恐怖能力持有者。
原本是虹陵館學園的學生，過去曾被稱為綾女ヶ丘中人見人怕的暴走族「紅天女（クリムゾン）」，很多人都不敢招惹她，傳說她的影響力甚至傳到虹陵館學園的學園長那裡，碰到小時候的田島賢久出自愛心收養他。
被草壁操所殺。
「哎呀，你身上散發出一陣很好聞的童貞氣味啊?」
維拉德（聲：上別府仁資）
「劫之眼」曾經繼承者，別稱金眼之魔王。
其靈魂已與「劫之眼」同化，每當「赤之夜」結束時驅都會夢見與他對話的維拉德
而且維拉德好像知道點什麼……
「想得到力量嗎？小子。你到底有什麼期望？」
莉潔特（聲：RINA/新名彩乃）
在「赤之夜」中相遇的、被封閉在水晶中的少女。
身上穿著白色的連衣裙，在冷得縮成一團的時候被主人公他們發現。
似乎在害怕著什麼。除了知道自己叫莉潔特外，其他一切不明。
真實身分為莉潔羅朵，八百年前的魔女。
最終被封印在碎片裡。
皐月 菊理
驅的姊姊，於五年前自殺。
長相與橘菊理完全相同。
黒田 隆弘（聲：松山タカシ）
咖啡廳「Cyberiad」的老闆。身處51歲高齡但尚喜歡年輕的小妹妹，更有一名24歲的妻子。會被人稱作「犯罪者」而感到自豪。
草壁 操（聲：海原エレナ / 氷青）
草壁家族歷史中的女天才，因與天才草壁遼一同為外法使者(即因學習西洋魔法而被逐之人)而齊名。
實施上所有草壁遼一的以完成和只有理論未開發完成的「忌劍」都全部習得，於西洋所學習的魔法亦有靈活運用於劍術之中，並研發出「天劍」。
因此就算譽為有史以來最強的草壁術者亦不為過。
邁克爾・馬克西
正體不明之魔術師。把「虛無的魔石」放進莉潔特體內的人。
田島 恵麻（聲：小池こころ）
12月13日出生。身高153cm、體重43kg。三圍B78/W55/H79。
於『11eyes -Resona Forma-』登場，為虹陵館學園1年級生。是賢久的妹妹。(正編以翌年的入學作為目標應試學習中。15歲)
年幼時家中遇到火災，父母雙亡。與賢久一起送到兒童護養設施『菖蒲園』成長，現在尚居住於此。
性格溫厚而陽光，腦筋靈活，但有時會太在意細節而鑽牛角尖，結果空忙一場。

### 教皇廳・禁書目錄聖省「Index」
魔術世界上最大的組織，設在梵蒂岡，在地下的圖書館理，封鎖著極度危險的魔法禁書。有位館員說，裡面的書表面上是被摧毀，但實際上卻繼續保存下去。如果使用書中的力量，一個國家就很容易被摧毀，容易受到政治和戰爭操弄 。禁書目録聖省的信使都不表示他們的姓名 而使用的偉大的聖人的名字，並作為他們的聖名。
穴倉 約翰娜（聲：篠崎雙葉）
禁書目録聖省的教皇。年齡1200歲以上。
魔術師米歇爾以「穴倉 約翰娜」稱呼她。
她是身為全使徒之首，唯一可以在坐鎮在聖彼得大聖堂的教皇座之人以外，使用「教皇」這名號的存在，並且在『黒檀之間』這以黑色色調為主的房間處理事務。
性格非常溫和賢淑，並且帶有慈母般的祥和。
在關於使命或是工作上的對話時，會在溫柔中帶入自己的嚴格，經常給予一種把對方的不誠實硬揪出來的印象。
她是擁有終極魔具、在太古之時碎裂的「翠玉碑」碎片中最大一塊的「神名碑」持有者。
擁有不死之身，雖然與莉潔羅堤獲得不死之身的原因不同，她曾經吃下了她老師的血肉，昇華為「現象」一般的存在。同時還是在眾多的平行世界中，唯一有統一存在的人。
真名為瑪利亞，曾當阿波羅尼奧斯和故事中一名被釘上十字架後死亡，其後復活的人的學生。
書架 烏爾蘇拉（聲：井村屋ほのか/萩原惠美子）
百野刊的本名，魔法使用者（那本黑色书就是魔法书）
索菲亞・米茲禮（聲：本山美奈）
百野刊的肢體魔具「法蘭西奴」日常維護技術者，魔具知識和改造技術無人能出其右。
真正身份是魔術結社「圖勒(Thule)」的一員，已活了過百年的魔女，幫助Index是希望進一步研究Index消滅異端時所收集的技術。
為了技術連人命亦可以輕視，被百野刊指責為「人格缺陷者」。同時亦像母親般守望刊成長，是惡中有善的存在。
奇亞拉・弗蘭切斯卡（聲：小池こころ）
教皇廳所屬Index的侍從長，年輕時就在事務方面佔有首席地位，明明是我行我素，處理能力卻與性格不相符的擁有常人三倍速度。
雖然可說是一種完美超人的存在（本人倒是很溫吞），但是手寫卻超常的難看。
只是因為會用電腦之類的文明利器，而可以讓周圍同僚安心工作，不過偶爾下達手寫的指示，則會因為解讀而大大苦惱了聖省的全部職員。
對百野刊（書架 烏爾蘇拉）來說，她是值得信賴、如姐姐般的存在，同時也是第一個可以放鬆心情交談的友人一般的存在。
奇亞拉自身也把百野刊看做自己親妹妹一樣的愛護，兩人關係彷彿真正的「姐妹」。

### 「Index」聖省十四聖
被教廷所認定的聖人有數百人，其中特別重要的是被稱為「救難十四聖（十四救難聖人）」，的十四位聖人，只有在禁書目錄聖省之中最高實力的宗徒才能得到這個稱號，也就是聖省中的幹部。其地位與權力只低於，禁書圖書館的館長「聖筆之熱羅尼莫（聖熱羅尼莫）」，以及最高階位「教宗」本人。
而目前擁有那些名字的聖省十四聖為：
篡奪之亞加爵
雷光之白芭蕾
聖術之伯拉削
車輪之加大肋納（亞歷山大的加大肋納）
鐵腕之基道霍（聖基道霍）
封魔之濟肋亞谷
不朽之狄約尼削（聖德尼）
青炎之厄辣斯莫
幻影之歐斯大爵
彩虹之哲我爾爵（聖喬治）
博愛之愛智狄約
聖十字之瑪加肋大（童貞瑪加利大）
銀刀之龐大良
聖獸之味篤
在魔術師當中被確認的只有三人分別是車輪之加大肋納、不朽之狄約尼削、青炎之厄辣斯莫，其他十四聖皆屬於傳說，因為在魔術師當中，遇到十四聖幾乎都是死路一條，因為禁書目錄聖省的目的是剷除異端，對於他們來說不服從他們的魔術師皆屬於異端，必須剷除。百野栞（烏爾穌拉）則是十四聖的候選人之一。

### Index 的討伐部隊
1945年，因接獲魔女莉潔羅堤在綾女丘有所行動，而派遣前往阻止的6位使徒。
隨同前往的是當時出走西方的草壁 操
但因之後消息不明，被認定為逃亡者，而被記錄在叛亂名單內。
虹 喬治（聲：見雷榮豪/上田燿司）
禁書目録聖省，十四聖之一，黑騎士貪婪的真身。
名字也被翻譯為「彩虹 聖喬治」，「彩虹 格奧爾格」，在禁書目錄聖省特別優秀的十四位使徒「十四聖」的其中一人，單以魔力而言，甚至僅次於「女教皇」穴倉 約翰娜的實力者。
為了提升魔力，除了腦與部分重要器官外，全部都魔導義體化。擁有待彼甚寬，待己則嚴的性格。只要是為了Index的話，就算知道必然會死，也會賭上性命行動。
在1945年的討伐戰中，在部下的使徒們犧牲之下，發動了契約之虹，雖然沒有完全消滅莉潔羅堤，但是成功封印。
然而因為做出精靈神殿和發動契約之虹，生命力耗盡而殉職。雖然已過去半個世紀多，仍然沒有其他使徒可以繼承「虹 喬治」這個位置。
與表面魁梧印象不同，文學知識極為淵博。從托馬斯·卡萊爾到约翰·拉斯金等等人物的作品都完全記於腦中，有時更會在談吐間引用。
聖骨 塞巴斯蒂安（聲：マーガリン天狗/藤原祐規）
黑騎士憤怒的真身。
「聖骨」這聖名是因為他在禁書目錄聖省之中最擅長格鬥術，故受約翰娜封其名。
其拳頭藏著破邪之力，擺出的架式本身便具有淨化邪氣的強大退魔之力，因此被列入「活體聖遺物」之一。
性格樸實，對於鍛煉自身以外的事情不太感興趣。討厭毫無意義的戰鬥，對有意義的戰鬥抱持獨自的理念。與艾琳是情侶，並有著肉體關係。
在1945年的討伐戰中，被虹 喬治任命為隊員。
雖然英勇善戰，卻也在莉潔羅堤的力量之下戰死而殉職。
龍骸 艾琳（聲：松田理沙/力丸乃梨子）
黑騎士嫉妒的真身，為一名長髮女性。屬科普特教，亞歷山大教會的古基督教教派。是受諾斯底主義影響的奧比斯教派幸存者。
於長年累月中，從伊斯蘭教徒的迫害中守護當地，作為「與福音共生之民」的科普特教和基督教信徒，殺害敵對之人。
教皇廳對此無法視而不見，並派出虹 喬治和聖骨 塞巴斯蒂安組成的討伐隊。
當時與艾琳交戰的為塞巴斯蒂安，結果艾琳使出全力一擊仍未能擊敗塞巴斯蒂安，並且戰敗。
自從這場敗北之後，開始對自己把一切都傾吐而出，但仍然全盤接受的聖骨 塞巴斯蒂安抱有感情，艾琳認定塞巴斯蒂安是自己的永恆伴侶。
書架 聖本篤（聲：魚周燒）
黑騎士怠惰的真身之一。
第二次世界大戰末期，為了消滅與Index對峙數個世紀的魔女莉潔羅堤，由十四聖之一的虹 喬治組織而成的少數精英成員之一。
與妹妹書架 聖思嘉共同在高加索山脈中，嚴峻的厄爾布魯士山中誕生。
現在只有頭部保持肉體，頭以下則換成在高速詠唱與發動攻擊魔術方面強化的義體。在聖省中可以說是實力數一數二的魔術師。帶有封印的魔書600本。持有奧義「萬魔圖書館」。
作為禁書目錄聖省義體研究的成果，又同時制出與妹妹兩人搭乘的戰鬥特化用巨大義體「瓦斯提路基」。他們經常乘著「瓦斯提路基」戰鬥。
這種以魔術在義體內部收納武器的技術，之後導入百野栞的義體「法蘭西奴」。
書架 聖思嘉
黑騎士怠惰的真身之一。
完全排除肉體，開動著直接封入精神的球形義體，其內部收納著哥哥書架 聖本篤使用的聖遺物或是魔導書的『萬魔圖書館』。
因為失去肉體，其身姿是以魔力放出的幻象，另外亦無法發聲，雖可以特殊精神波與哥哥書架 聖本篤對話，但基本上只能靠肢體動作跟表情傳達感情。
戰槌 參孫（聲：黑岩圭亮/丹澤晃之）
黑騎士暴食的真身。
「戰槌」這聖名是因為使用特殊的戰鎚來戰鬥而得名。
這戰鎚是禁書目錄聖省十四聖中的一人鐵腕 思篤給予之物。
擁有超過2M的巨大身軀，在使徒中力氣可說數一數二。
在戰鬥中總是身處最前線，成為同伴們堅實的護盾。因此被人稱為「沙漠的聖克里斯托弗」。
責任感強烈，愛護部下。同時擁有嚴格與溫柔，被眾人仰慕。與虹 喬治是摯友。力量已達到神話的領域。
在1945年的討伐戰中，被虹 喬治任命為隊員。
雖然英勇善戰，卻也在莉潔羅堤的力量之下戰死而殉職。

### 魔術結社「圖勒(Thule)」
希特勒和神秘的政治家們所設立的「トゥーレ協會」的前身有著7個魔術師的秘密結社。
建立之前，他們之間沒有層級的關係，莉婕羅德是最有影響力的人。2次大戰後，瓦爾特·迪特里希被確認戰死在日本的綾篠市，而黑羊齒鼎則失蹤於日本，事後莉婕羅德也動身前往日本，也下落不明。日本也被魔術結社「Thule」認為是魔術師的補蟲草，目前圖勒成員從七人減至三人，一人戰死，一人失蹤，兩人退出。
(色慾)莉婕羅堤·威爾克麥斯達（聲：RINA/新名彩乃）
魔術結社「Thule」的首領，真實身分就是莉潔特，被黑騎士囚禁於赤夜水晶中的魔女。
(傲慢)瓦爾達·迪特里希
唯一從納粹軍官一路晉升到「Thule」的男人。
二次大戰被草璧一族最強的男人－草璧遼一給擊敗，之後轉世又被草璧遼一的轉世給擊敗。
最後寄宿吾妻瑠花的姊姊－吾妻梨花身上，但最後還是被擊倒。
(詳細請見  3days〜満ちてゆく刻の彼方で～)
(嫉妒)索菲亞·米瑟莉
只對自己發明有興趣的人，為了支援自己的創作而加入組織，在納粹瓦解事件後就離開了「Thule」。
(暴食)艾納斯·里本海特
尚未離開魔術結社「圖勒(Thule)」的其中一員。
(怠惰)柯爾瓦斯·梅爾克利斯
尚未離開魔術結社「圖勒(Thule)」的其中一員。於二次大戰期間曾進攻Index，並奪得翠玉碑碎片「王神」。
(貪婪)傅滿州
中國來的魔術師，為了讓自己的道術進化而加入「Thule」，四個半世紀以前(遊戲當時的時間來算)就退出了組織。
據說在幾十年前回到了亞細亞，是亞洲黑社會世界的地下頭目。
(憤怒)黒羊歯鼎（聲：無/田中理惠）

## 特殊用語

### 赤之夜/幻燈結界（）
驅他們被捲入的謎樣世界，與以往的現實世界非常相似，人類、動物幾乎被抹滅，只剩下紅色的天空以及黑色的月亮，這種神祕的現象是發生於任何時地，但在這個世界所發生的事情，原本的世界幾乎不會有影響（驅他們例外）。
黒月
從赤之夜開始出現的黑色滿月，不會隨赤之夜消失，回到現實世界也依然存在。而且，除了驅等進入赤之夜的相關人士是看不見的。
闇精霊
真實世界由 風 火 水 土 光 闇 六大精靈所構成。
闇精霊是構成赤之夜的主要精靈。

### 草壁五寶（）
草壁一族所傳承的5把寶刀 原本是草壁七劍，但是被滅門時，草壁操把鬼切、蜘蛛切帶走，本來是每個繼承人擁有一寶，但現在美鈴就擁有全部５寶。
小烏丸天國
日本刀之祖 天國的小烏丸
天國是平安時代的名刀匠，他從愛努人的芥手刀得到啟發打造出我們所知的日本刀造型。小烏丸是傳說桓武天皇時代，伊勢神宮(就仰望半月的場景)中有一隻240公分的靈烏，天國在打刀時就用該靈烏的羽毛放進刀身中，故名小烏丸 後來成為平氏一門的家寶，但是平氏被源賴朝消滅後，傳入平氏分支宗氏。到了明治維新後交給天皇，成為皇家御寶
火車切廣光
火車切廣光 廣光是日本南北朝時代的名刀匠 其打刀法是屬於正宗一派 也就是相州派。該刀是有毗紗門化身的上杉謙信的寶刀之一、也是上杉35把寶刀之一，傳說中有名叫松平五右衛門的武士在幫其弟辦喪禮時，天空出現黑雲 黑雲中伸出一隻手要搶屍體，他用該刀砍下該手，故名火車切。該刀其實是60公方的小太刀(或稱大脇差)。目前是私人收藏。
雷切
日本戰國時代，大友氏的名將、有雷神化身之名的立花道雪，該刀本名千鳥。傳說有一次道雪在樹下避雨，結果天降閃電，他不荒不忙的拔出雷切劈開閃電，故名雷切。但從此無法走路，不過他之後出陣越戰越勇，37次無敗陣的紀錄，因而稱為雷神。目前保存於立花家資料館，但不對外公開
鉋切長光
備前國(今岡山縣)名刀匠長光作的小太刀，附帶一提傳說佐佐木小次郎的刀就是長光的作品。之所以叫鉋切，傳說堅田又五郎在伊吹山上遇到一個木工，本來木工好心招待他，他後來發覺不對要逃走時，木工化身為鬼(日文的鬼就是妖怪) 他拔出鉋切劈過去，就連鉋刀也一分為二，故名鉋切。後來變成織田信長的寶物，之後信長交給丹羽長秀。長秀在蒲生氏鄉結婚時轉交給他。氏鄉死後又交給大將軍。目前保存在德川美術館
真打・童子切安綱
童子切，天下五劍之一，跟大包平並稱日本刀東西兩大橫綱之作，為平安時代名刀匠大原安綱之作。後面提到的鬼切(髭切)跟蜘蛛切(膝丸/ 薄祿)都是他的作品。傳說源氏的源賴光跟其四天王奉命討伐在京都大枝山作亂的酒呑童子(事實上是盜賊)，之後一刀砍下酒呑童子，故名童子切。後來成為足利幕府的寶刀。在太閤秀吉、大將軍德川家康等人手中流傳。目前存放於東京博物館
鬼切
鬼切(髭切)刀匠是源賴光之父源滿仲(多田大權現)要求安綱打造的刀。本來叫髭切，因為在試刀時，一刀砍下犯人的鬍子而得名。在平家物語記載，賴光四天王的渡邊綱，在一條戾橋，砍下女妖怪的手臂，改名鬼切。到了源為義又改稱獅子之子。傳其子義朝(賴朝跟義經的父親)但是沒多久因連戰連敗，在夢中得到八幡神說該刀的力量已消失，要恢復力量就叫重新叫它為髭切。後來傳給賴朝時，重生的髭切帶領源氏打敗平氏，後來新田義貞消滅鎌倉幕府 又傳到他手上，但是足利尊氏逼死新田義貞後又傳給了最上氏，目前保存在京都北野天滿宮
蜘蛛切
蜘蛛切(膝丸/薄綠)也是安綱作，因在試刀時把犯人的膝蓋砍掉而得名膝丸，後來傳到源賴光時，有一天賴光生重病，養病時賴光看到有一名怪僧在他床邊，用繩子要抓他，賴光馬上用該刀劈了過去，怪僧逃跑，賴光派四天王去捉拿，結果追到京都北野天滿宮後，發現一隻120公分的大蜘蛛，賴光叫人捉起來，用鐵串插住在河邊曝曬，之後人們都稱該刀為蜘蛛切。有一說那蜘蛛是賴光討伐的土豪的怨靈，後來傳到源為義，改稱吠丸，因每晚都會該刀在鳴叫。後來傳給名將源義經時改名薄綠，不過義經在該兄下令捉拿，被迫自殺後，該刀下落就不明了據說是藏在箱根神社，但該社寶物名單卻沒記載，所以該說不可信

### 翠玉碑（）
翠玉碑－又稱為「Emerald Tablet」 「Tabula Sumaragdina」的神祕魔石。
在魔術界中，古埃及時期是魔術最盛興的其中一個時期，而這塊翠玉碑是來自傳說大魔術師「赫爾墨斯·托利司梅吉斯托司」的墳墓中發現。
據說能得到這塊翠玉碑，將知道所有魔術的一切，並擁有無窮的魔力。
而這塊石碑在埃及第六王朝的女王妮特克莉絲的命令下打成碎片，分成十二塊碎片，只要能得到其中一塊就能獲得強大的魔力，但碎片的存在與下落卻消失於黑暗歷史之中。
由於存在太過夢幻，所以漸漸只認為是個傳說。
目前已得知的5塊翠玉碑碎片：
虛無的魔石
被米歇爾·麥斯米里昂放置在莉潔蘿提·威爾克麥斯達的身體裡，因此莉潔蘿提擁有不老不死而且強大的魔力。
劫(Aeon)之眼
曾经的擁有者之一維拉德，亞歷山大大帝，居魯士二世，透克洛斯，徒步王羅倫，所羅門王也是拥有者之一。據說是繼承了上千萬曾经拥有者的靈魂，所以才造就了擁有「未來視」。还可以引出这成千上万的灵魂拥有的知识和技能，运用一切看过的剑术和法术，十分强大，只是代價是在死的時候靈魂會被其所吞噬。
翠玉碑的碎片
由中國帶回日本的碎片，目前由日本的「靈能局」所保管，瓦爾達·迪特里希動身前往日本也是為了奪取這塊碎片。
神名碑
教宗廳·禁書目錄聖省的教宗「穴倉 約安娜」所持有，被認為翠玉碑碎片中最大的一塊。
王神
「圖勒」成員之一怠惰之柯爾瓦斯·梅爾克利斯所擁有。

## 製作人員
- 執行製作：劍技マナ
- 原畫：ちこたむ / 萩原音泉 / 小澤悠 / 鳴海ゆう / KENGOU
- 劇本：LEGIOん / 劍技マナ / 獅子雰麓

## 主題曲

### PC/iOS
- OP 《Lunatic Tears...》(狂亂之淚)

作詞：彩音，作曲．編曲：Tatsh，歌：彩音
- ED (污穢逝去之夢)

作詞：KOKOMI，作曲：黑濑圭亮，編曲：塩田幸成，歌：Asriel
- 插入曲 (忘卻之劍)

作詞：彩音，作曲：Tatsh，編曲：清水永之，歌：彩音

### Xbox360
- OP 《Endless Tears...》(無盡之淚)

作詞：彩音，作曲．編曲：Tatsh，歌：彩音
- ED (追憶的誓約)

作詞：KOKOMI，作曲：黑濑圭亮，編曲：塩田幸成，歌：Asriel

### 動畫
- OP 《Arrival of Tears》(來自淚的新生命/淚水的到來)

作詞：彩音，作曲．編曲：Tatsh，歌：彩音
- ED 

作詞：KOKOMI，作曲：黑濑圭亮，編曲：村上純，歌：Asriel
- 插入曲 (忘卻之劍 arrange ver.)(第10話)

作曲：Tatsh

### PSP
- OP (獻給真實的安魂曲)

作詞：彩音，作曲．編曲：Tatsh，歌：彩音
- 插入曲 (穿越鏡子的黑暗)

作詞：KOKOMI，作曲：黑濑圭亮，編曲：村上純，歌：Asriel

### Resona Forma
- OP 《十字架に捧ぐ七重奏》

作詞：彩音，作曲：黒濑圭亮，編曲：IMAJO，歌：彩音
- ED1 

作詞：KOKOMI，作曲：黑濑圭亮，編曲：塩田幸成，歌：Asriel
- ED2 

作詞：KOKOMI，作曲：黑濑圭亮，編曲：塩田幸成，歌：Asriel

## 電視動畫

### 製作人員
- 監督：下田正美
- 系列構成：金卷兼一
- 角色設定、總作畫監督：原将治
- 動畫製作：動画工房

### 主題歌
片頭曲「Arrival of Tears」
作詞：彩音，作曲・編曲：Tatsh，歌：彩音
片尾曲「Sequentia」
作詞：KOKOMI，作曲：黒瀬圭亮，編曲：村上純，歌：Asriel

### 各話標題
| 話數           | 標題 | 中譯           | 劇本              | 分鏡         | 演出         | 作畫監督                            |
| -------------- | ---- | -------------- | ----------------- | ------------ | ------------ | ----------------------------------- |
| 第1話          |      | 赤之夜         | 金卷兼一          | 下田正美     | 下田正美     | 狩野正志                            |
| 第2話          |      | 水晶少女       | 金卷兼一          | 博多正寿     | 太田知章     | 洪錫杓 金祈南 金山                  |
| 第3話          |      | 孤獨的驕傲     | 金卷兼一          | 高村雄太     | 山口賴房     | 小宮山由美子                        |
| 第4話          |      | 虛假的微笑     | 關島真賴          | 柳瀨雄之     | 秦義人       | 杉本光司                            |
| 第5話          |      | 為了朋友和明天 | 金卷兼一 加賀未惠 | 五月女浩一朗 | 五月女浩一朗 | 小關雅                              |
| 第6話          |      | 心亂           | 金卷兼一          | 細田雅弘     | 細田雅弘     | 小山知洋                            |
| 第7話          |      | 扭曲的覺醒     | 關島真賴          | 川畑喬       | 川畑喬       | 谷口緊則 小宮山由美子               |
| 第8話          |      | 遇魔之時       | 金卷兼一          | 高村雄太     | 高村雄太     | 清水勝祐                            |
| 第9話          |      | 被破壞的羈絆   | 關島真賴          | 柳瀨雄之     | 秦義人       | 杉本光司                            |
| 第10話         |      | 魔女覺醒       | 金卷兼一          | 五月女浩一朗 | 五月女浩一朗 | 小關雅                              |
| 第11話         |      | 名为灭亡的选择 | 關島真頼          | 福島宏之     | 鈴木和弘     | 小山知洋                            |
| 第12話         |      | 暗夜的破晓     | 金巻兼一          | 沢村塁       | 下田正美     | 狩野正志 柳瀬雄之 菊池政芳 菊永千里 |
| 第13話 （OVA） |      | 桃色幻夢譚     | 金巻兼一          | 藤原良二     | 高村雄太     | 染畑吉                              |

### 播放電視台
日本深夜動畫：下文記載的日本国内播放時間使用日本標準時間（UTC+9）表示。因為部分時間标识會採用30小时制，因此請留意这类超过24:00的时间，其實際播放時間為翌日清晨。
| 播放地域   | 電視台     | 系列      | 播放期間                  | 播放时间                   |
| ---------- | ---------- | --------- | ------------------------- | -------------------------- |
| 千葉縣     | 千葉電視台 | 獨立UHF局 | 2009年10月6日 - 12月22日  | 星期二 25時00分 - 25時30分 |
| 兵庫縣     | SUN電視台  | 獨立UHF局 | 2009年10月6日 - 12月22日  | 星期二 26時10分 - 26時40分 |
| 中京廣域圈 | 中京電視台 | NNS       | 2009年10月7日 - 12月23日  | 星期三 27時12分 - 27時42分 |
| 東京都     | TOKYO MX   | 獨立UHF局 | 2009年10月8日 - 12月24日  | 星期四 26時00分 - 26時30分 |
| 埼玉縣     | 埼玉電視台 | 獨立UHF局 | 2009年10月9日 - 12月25日  | 星期五 25時00分 - 25時30分 |
| 全國放送   | AT-X       | CS放送    | 2009年10月15日 - 12月31日 | 星期四 09時00分 - 09時30分 |

## 漫畫
月刊コンプエース2009年11月号連載預定開始。
原作：Lass・漫畫：綾野なおと。
目前已連載結束，全14話。（由角川書店代理發行）

## 相關產品

### CD
- 《11eyes》PC版片頭曲 發售日：2008/05/07
- 《11eyes》PC版片尾曲 發售日：2008/05/07
- 《11eyes》XBOX版片頭曲 發售日：2009/04/01
- 《11eyes》XBOX版片尾曲 發售日：2009/04/22
- 《11eyes》動畫版片頭曲 發售日：2009/10/21
- 《11eyes》動畫版片尾曲 發售日：2009/11/27
- 《11eyes》角色專輯：

1.水奈瀬由佳 發售日：2008/06/20
2.草壁美鈴   發售日：2008/07/25
3.広原雪子   發售日：2008/08/22
4.橘　菊理    發售日：2008/09/26

### 書籍
11eyes－罪と罰と贖いの少女－Prelude book
MEDIA VILLAGE出版、2008年4月18日發售
11eyes CrossOver Visual Guide Book 
JIVE出版、2009年7月1日發售
ISBN 978-4-86176-689-3

## 外部連結
- Welcome to Lass Homepage.（页面存档备份，存于） - PC、PC -Resona Forma-遊戲官方網站（設有年齡確認） （日語）
- 11eyes CrossOver（页面存档备份，存于） - Xbox360、PSP遊戲官方網站 （日語）
- 11eyes | マーベラスエンターテイメント（页面存档备份，存于） - 電視動畫官方網站 （日語）